# Belysningsbranschen
Belysningsbranschen är en svensk intresseorganisation bildad år 2001 för svenska tillverkare och importörer av ljuskällor och belysningsarmatur. Organisationen har cirka 50 medlemsföretag. Belysningsbranschen har sitt ursprung i organisationen Svenska föreningen för ljuskultur som bildades på initiativ av civilingenjör Ivar Folcker (1893–1982) år 1926.
Belysningsbranschen tillhandahåller också en kunskapsbank om belysning med informationsmaterial, tekniska dokument och utbildningsfilmer.